# Schistogyna arcana
Schistogyna arcana là một loài nhện trong họ Linyphiidae. Loài này có ở Juan Fernández Islands.